# Tłumacz przewodnik
Tłumacz-przewodnik – osoba wyszkolona w zakresie specyficznych form porozumiewania się i poruszania z osobami głuchoniewidomymi. Dzięki niemu mogą one docierać w pożądane miejsca i w sposób komfortowy komunikować się z lekarzami, urzędnikami, rehabilitantami, ekspedientami itp. Nie pełni jednak roli opiekuna – nie wyręcza osoby głuchoniewidomej – umożliwia jej natomiast samodzielne załatwianie różnych spraw.
Z usług tłumaczy-przewodników mogą korzystać osoby z jednoczesnym uszkodzeniem wzroku i słuchu na podstawie ustawy z dnia 19 sierpnia 2011 r. o języku migowym i innych środkach komunikowania się za pośrednictwem organizacji pozarządowych jak i instytucji państwowych.
Tłumacze-przewodnicy pełnią szczególną rolę w życiu tych głuchoniewidomych, którzy nie mogą liczyć na pomoc najbliższego otoczenia oraz tych, które cenią sobie dużą niezależność. Dzięki ich usługom mogą bowiem podejmować różne inicjatywy.

## Rodzaje wsparcia udzielanego przez tłumacza przewodnika i jego zadania
- Bezpieczne prowadzenie osoby głuchoniewidomej, w tym z wykorzystaniem środków transportu publicznego, w miejsca, w które planuje ona dotrzeć (np. do urzędu, lekarza) z zastosowaniem specjalnych zasad/technik poruszania się z przewodnikiem.
- Komunikacja z osobą głuchoniewidomą z wykorzystaniem metody werbalnej, znaków języka migowego, daktylografii, alfabetu Lorma, innych.
- Dostarczanie osobie głuchoniewidomej istotnych informacji na temat otoczenia i osób, które się w nim znajdują; opisywanie otoczenia.
- Uprzedzanie osoby głuchoniewidomej o wszelkich nagłych/nieprzewidywanych zmianach sytuacji w otoczeniu i ewentualnych zagrożeniach.
- Pomoc osobie głuchoniewidomej w postępowaniu zgodnie z procedurami ewakuacyjnymi – zadbanie o jej bezpieczeństwo.
- Pomoc osobie głuchoniewidomej w porozumiewaniu się z innymi osobami; dobór odpowiedniej formy komunikacji, z uwzględnieniem preferencji osoby głuchoniewidomej, zadbanie o jasność przekazu i upewnienie się, że OGN właściwie zrozumiała skierowane do niej informacje.
- Szerzenie dobrych praktyk w komunikacji z OGN – dbanie o to, aby adresat informacji zwracał się bezpośrednio do osoby głuchoniewidomej, aby respektował czas na przekazanie jej informacji i upewnienie się, czy została ona zrozumiana.

## Predyspozycje do pracy tłumacza-przewodnika
Praca tłumacza-przewodnika wymaga dużej koncentracji uwagi, spostrzegawczości, pełnej orientacji w zjawiskach zachodzących w otoczeniu i właściwej, obiektywnej ich oceny, umiejętności szybkiego i adekwatnego reagowania w zmiennych warunkach otoczenia, zaskakujących sytuacjach, a także odporności psychofizycznej na stres i zmęczenie.
Tłumacz-przewodnik powinien posiadać pewne predyspozycje psychofizyczne; powinien być: uważny, empatyczny, inteligentny, cierpliwy, taktowny, okazujący szacunek, godny zaufania, zapewniający poczucie bezpieczeństwa, punktualny, kontaktowy, zorganizowany, spokojny, przewidujący, konsekwentny, stanowczy zaradny.

## System szkolenia, praktyk i egzaminu
Towarzystwo Pomocy Głuchoniewidomym rekomenduje, by szkolenie prowadziło minimum dwóch instruktorów szkoleń tłumaczy – przewodników osób głuchoniewidomych; winno ono trwać nie krócej niż 16 godzin dydaktycznych. 
Cele merytoryczne szkolenia to: wiadomości ogólne na temat głuchoślepoty,  porozumiewania się z osobą głuchoniewidomą, opisywania otoczenia osobie głuchoniewidomej, poruszania się z osobą głuchoniewidomą oraz na temat pracy tłumacza – przewodnika

### Praktyki
Przed egzaminem kandydaci powinni być zobowiązani do realizacji praktyk – minimum 30 h, (przy czym zaleca się, aby mieściło się w nich 20 godzin wsparcia indywidualnego i 10 godzin wsparcia grupowego). Kandydaci, którzy przed przystąpieniem do szkolenia wolontariacko świadczyli wsparcie indywidualne i/ lub grupowe bezpośrednio osobom głuchoniewidomym, mogą mieć prawo do odbycia połowy godzin praktyk (minimalna liczba godzin wolontariatu w organizacji wspierającej osoby głuchoniewidome to 30 godzin).

### Egzamin
Egzamin prowadzi co najmniej dwóch instruktorów. Rekomenduje się, by egzamin został przeprowadzony po dodatkowym dniu szkoleniowym będącym powtórką i wyjaśnieniem sytuacji trudnych z czasu praktyk. Czas trwania egzaminu to zazwyczaj 1 pełny dzień. 